# Jorge Drovandi
Jorge Drovandi (nacido en Rosario el 5 de noviembre de 1985) es un futbolista argentino. Se desempeña como delantero y tiene en su haber una prolongada trayectoria. Actualmente juega en Deportivo Barraca de Armstrong, club participante de la Liga Cañadense de Fútbol.

## Trayectoria
Inició su carrera en el fútbol profesional vistiendo la casaca de San Lorenzo de Almagro, durante la temporada 2004-05; luego pasó por Chacarita Juniors y Rosario Central, donde no llegó a debutar oficialmente, pero integró el banco de suplentes en un encuentro ante River Plate, válido por el Apertura 2006.
En 2007 tuvo su primera experiencia en el exterior, al fichar por Newcastle United Jets de la A-League de Australia. Prosiguió los años posteriores jugando en diversos clubes del extranjero y del ascenso de Argentina. Luego de jugar en el fútbol salvadoreño, retornó a su país para jugar por Barraca de Armstrong, de la Liga Cañadense de Fútbol, en la provincia de Santa Fe.

## Clubes
| Club                           | País        | Año           |
| ------------------------------ | ----------- | ------------- |
| San Lorenzo                    | Argentina   | 2004-2005     |
| Chacarita Juniors              | Argentina   | 2005-2006     |
| Rosario Central                | Argentina   | 2006          |
| Newcastle United Jets          | Australia   | 2007          |
| Aldosivi                       | Argentina   | 2008          |
| Luján de Cuyo                  | Argentina   | 2008          |
| Deportivo Azogues              | Ecuador     | 2009          |
| Herediano                      | Costa Rica  | 2010          |
| Deportivo Aguilar              | España      | 2011-2012     |
| Uruguay de Coronado            | Costa Rica  | 2012          |
| Sportivo Las Parejas           | Argentina   | 2013          |
| Al-Yarmouk                     | Kuwait      | 2014          |
| Alianza (El Salvador)          | El Salvador | 2015          |
| Deportivo Barraca de Armstrong | Argentina   | 2015-presente |